# Provincia di Chtouka-Aït Baha
La provincia di Chtouka-Aït Baha è una delle province del Marocco, parte della Regione di Souss-Massa. Chtouka è l'arabizzazione di Achtouken, nome della tribù berbera che abita nella provincia.

## Geografia antropica

### Suddivisioni amministrative
La provincia di Chtouka-Aït Baha conta 2 municipalità e 20 comuni:

#### Municipalità
- Aït Baha
- Biougra

#### Comuni
- Ait Amira
- Ait Milk
- Ait Mzal
- Ait Ouadrim
- Aouguenz
- Belfaa
- Hilala
- Ida Ougnidif
- Imi Mqourn
- Inchaden

- Massa
- Ouad Essafa
- Sidi Abdallah El Bouchouari
- Sidi Bibi
- Sidi Boushab
- Sidi Ouassay
- Tanalt
- Targua Ntouchka
- Tassegdelt
- Tizi Ntakoucht